# شارع فاير فلاي
شارع فايرفلاي هو مسلسل تلفزيوني درامي أمريكي تم إنشاؤه بواسطة ماجي فريدمان لصالح نتفليكس . المسلسل مأخوذ عن رواية تحمل نفس الاسم من تأليف كريستين هانا. عُرض المسلسل لأول مرة في 3 فبراير 2021.

## قصة
تتمحور قصة المسلسل عن الصداقة بين امرأتين من منطقة سياتل ، كيت مولاركي وتالولا "تولي" هارت ، منذ أن أصبحتا جارتين في سن 14 في شارع اسمه فايرفلاي ، حتى الأربعينيات من العمر، من خلال تقلبات حياتهم.

## الممثلين والشخصيات

### الشخصيات الأساسية
- كاثرين هيجل في دور تولي هارت ، مضيفة شهيرة لبرنامج حواري نهاري يُعرف باسم The Girlfriend Hour
  - الي سكوفباي بدور تولي المراهقة الصغيرة
  - لندن روبرتسون في دور الصغيرة تولي 1970
- سارة تشالك بدور كيت مولاركي ، أفضل أصدقاء تولي منذ أن كانا في الرابعة عشرة من العمر وربة منزل تحاول العودة إلى العمل أثناء الطلاق
  - روان كيرتس بدور كيت في سن المراهقة
- بن لوسون في دور جوني ريان ، زوج كيت ومنتج The Girlfriend Hour
- بو غاريت في دور كلاود ، أم تولي العازبة المدمنة على المخدرات
- يائيل يورمان في دور مارا ريان ، ابنة كيت وجوني المراهقة

### الشخصيات المتكررة
- براندون جاي ماكلارين في دور ترافيس ، أرملة تذهب ابنتها إلى نفس مدرسة مارا وتجد صلة مع كيت
- جون إيكر في دور ماكس برودي.
- شيلا هورسدال في دور مارجي ، والدة كيت
- بول ماكجيليون في دور باد ، والد كيت
- جينا روزينو في دور كيمبر واتس ، محررة في سياتل دايجست ورئيسة كيت
- ليو رانو في دور ليون ، صديق كلاود في السبعينيات
- بريندان تايلور في دور موت ، المصور في محطة الأخبار المحلية KPOC تاكوما.
- جيسون ماكينون كما شون، كيت المجتمعين الأخ الأكبر
  - كوين لورد بدور شون 74
- سينتو ميساتي بدور روبي 74
- كريستين روبك بدور كارول ، مذيعة شركة KPOC تاكوما
- أندريس جوزيف بدور جدعون فيجا ، مصور في سياتل دايجست
- باتريك سابونجوي في دور تشاد وايلي ، حبيب تولي في الثمانينيات والذي كان أيضًا أستاذها الجامعي

### ضيف مميز
- مارتن دونوفان بدور ويلسون كينج ، منتج تلفزيوني مشهور

## روابط خارجية
- شارع فاير فلاي على موقع IMDb (الإنجليزية)
- شارع فاير فلاي على موقع روتن توميتوز (الإنجليزية)
- شارع فاير فلاي على موقع نتفليكس (الإنجليزية)
- شارع فاير فلاي على موقع كينوبويسك (الروسية)
- شارع فاير فلاي على موقع ألو سيني (الفرنسية)
- شارع فاير فلاي على موقع قاعدة بيانات الفيلم (الإنجليزية)